# Stora Högholmen, Sibbo
Stora Högholmen är en ö i Finland. Den ligger i Finska viken och i kommunen Sibbo i den ekonomiska regionen  Helsingfors i landskapet Nyland, i den södra delen av landet. Ön ligger omkring 24 kilometer öster om Helsingfors.
Öns area är 3 hektar och dess största längd är 250 meter i sydväst-nordöstlig riktning. Ön höjer sig omkring 25 meter över havsytan.